# Лулу — ангел цветов
«Лулу — ангел цветов» (яп. 花の子ルンルン Хана но ко Рунрун) — манга Сиро Дзинбо и одноимённое аниме в жанре «махо-сёдзё», снятое на студии Toei Animation в 1979 году и стало очень популярно на Западе, особенно в Европе и Латинской Америке, а также в Японии. Сериал был показан в России по 2x2 и 31 каналу в 1990-е годы.
Короткометражный фильм «Здравствуй, вишнёвый сад» (яп. こんにちは桜の園 花の子ルンルン Хана но ко Рунрун коннитива сакура но соно, The Flower Child LunLun: Hello Cherry Garden, Konnichiwa Sakura no Sono) был выпущен в марте 1980 года.

## Сюжет
Давным-давно духи цветов жили в мире и гармонии с людьми, но когда люди стали жадными и жестокими, духи решили покинуть землю и отправились жить на маленькую планету, скрытую радужным облаком, которую они назвали «Звезда Цветов». Тем не менее, их наследие сохранилось у людей, действительно знающих смысл в любви и доброте. Два ангела Звезды Цветов, Нуво и Кото были отправлены на землю в виде говорящих собаки и кошки, чтобы отыскать Ангела Цветов, потомка Духов Цветов, способного найти волшебный радужный цветок, символ королевства Звезды Цветов. Нашедший цветок станет новым королём.
Во Франции они встречают юную сироту Лулу, живущую с бабушкой и дедушкой, которые владеют цветочным магазином. В день своего 12-летия Лулу узнаёт, что в её венах течёт кровь Духов Цветов, а Нуво и Кото просят девочку присоединиться к ним в поисках заветного цветка, и получив благословение дедушки с бабушкой, она соглашается. Троица отправляется в путь. Они путешествуют по всему миру в поисках цветка, помогая людям при каждой возможности.
Следом за Лулу, Нуво и Кото следует неуклюжая пара злодеев — эгоистичная колдунья Тоби и её слуга барсук Бо́рис, которые хотят украсть цветок и самим править Цветочной планетой. Всякий раз, когда Лулу и её друзья пытаются помочь людям, Тоби и Борис пытаются отправить их обратно в дорогу с помощью силы (вызывание ветра, уносящего Лулу и её компанию далеко от места событий, что всякий раз открывает истинный возраст колдуньи, покрывая её лицо морщинами на неделю). Также они встречают Сели, таинственного фотографа, который помогает Лулу, и дает людям пакетики цветочных семян. Эти семена имеют разные значения на «языке цветов». Так, например, чертополох, означающий независимость, был подарен сыну фермера, поклявшемуся следовать своей мечте и вернуться домой. Все эти люди отправляют семена подаренных цветов дедушке Лулу в знак благодарности о бескорыстной помощи Лулу каждому, кто встречался на её пути.
В начале сериала Лулу получает от королевы Духов Цветов Цветочный ключ, переданный ей Нуво и Кото. При наведении ключа на цветок, когда последний находит своё отражение в зеркале ключа, на короткое время наряд Лулу меняется на такое, какое она пожелает (например, на альпинистское снаряжение). Примерно в середине сериала Цветочный ключ ломается: Лулу падает с ветки нависшего над водопадом дерева, после того как Тоби насылает на неё ветер. После Лулу получает предупреждение, что если она ещё когда-либо потеряет или сломает ключ, её жизнь на Земле закончится, и она не сможет вернуться на Звезду Цветов.

## Изменённые имена персонажей и другие особенности российского дубляжа
Вместо оригинальной открывающей песни Hana no Ko Lunlun использована песня Lydie et la clé magique из французского дубляжа.
В русском имена персонажей были изменены на Лулу (в оригинале — Лун Лун), Като (в оригинале — Кято), Нуво (в оригинале — Нубо), Тоби (в оригинале — Тогэнисия), Борис (в оригинале — Ябоки), Сели (в оригинале — Серж).
В английском имена персонажей были изменены на Ангел, Кэти, Вендель, Малиша, Иван и Руфус. Также в других европейских дубляжах имя главной героини было изменено на «Лилия», «Лидия», и «Нина».

## Персонажи, их сэйю
| Персонаж        | Оригинал        |
| --------------- | --------------- |
| Лулу            | Мари Окамото    |
| Кэти            | Фуюми Сираиси   |
| Нуво            | Такудзо Камияма |
| Серж            | Ю Мидзусима     |
| Клод            | Тору Фуруя      |
| Дедушка         | Китон Ямада     |
| Бабушка         | Рэйко Судзуки   |
| Королева        | Нацуко Кавадзи  |
| Голос за кадром | Митиэ Кита      |